# Антонелли, Николо Мария
Николо Мария Антонелли (итал. Niccolò Maria Antonelli; 8 июля 1698, Пергола, Папская область — 25 сентября 1767, Рим, Папская область) — итальянский куриальный кардинал. Дядя кардинала Леонардо Антонелли. Секретарь Священной Конгрегации коррекции книг Восточной Церкви с 1 декабря 1741 по 24 сентября 1759. Секретарь Священной Консисторской Конгрегации и Священной Коллегии кардиналов с 3 февраля 1744 по 1 марта 1757. Секретарь Священной Конгрегации Пропаганды Веры с 1 марта 1757 по 24 сентября 1759. Префект Священной Конгрегации индульгенций и священных реликвий с 1760 по 25 сентября 1767. Секретарь апостольских бреве с 5 августа 1761 по 25 сентября 1767. Префект Священной Конгрегации коррекции книг Восточной Церкви с 9 августа 1761 по 25 сентября 1767. Кардинал-священник с 24 сентября 1759, с титулом церкви Санти-Нерео-эд-Акиллео с 19 ноября 1759. 